# Oncideres fulvoguttata
Oncideres fulvoguttata är en skalbaggsart som beskrevs av Dillon 1946. Oncideres fulvoguttata ingår i släktet Oncideres och familjen långhorningar. Inga underarter finns listade i Catalogue of Life.